# Kurt Christians
Kurt Christians (* 3. Oktober 1909 in Hamburg; † 25. Januar 1998 ebenda) war ein deutscher Drucker und Verleger.

## Leben
Kurt Christians besuchte zunächst das Wilhelm-Gymnasium in Hamburg, welches er mit der mittleren Reife verließ. Anschließend absolvierte er eine Lehre als Drucker und Schriftsetzer in Hamburg und Leipzig und studierte am Leipziger Technikum für Buchdrucker. Christians arbeitete als Drucker in Berlin, Celle und Hamburg und legte dort seine Meisterprüfung ab. Gemeinsam mit August Gebel als Teilhaber übernahm Christians 1934 von seinem Vater den „Hans Christians Druckerei und Verlag“. Die 1740 von Conrad Wörmer gegründete Firma war bis dahin größtenteils als Druckerei tätig und verlegte gelegentlich Bücher. 
Christians und Gebel verlagerten den Schwerpunkt des Verlags auf den Akzidenzdruck und gaben regionale Schriften heraus, darunter Bücher über Klein Erna, die in großen Auflagen erschienen sowie Schriften zu Architektur und Kunst. Sie kooperierten mit renommierten Buchgestaltern wie Gotthard de Beauclair, Walter Wilkes, Richard von Sichowsky, Otto Rohse oder Andreas Brylka und verfügten über zahlreiche Bleisatzschriften wichtiger Schriftkünstler. Aufgrund der hohen Qualität der Druckerzeugnisse konnten sie oftmals den Wettbewerb der schönsten Bücher der Stiftung Buchkunst gewinnen.
Christians war von 1976 bis zu seinem Tod Vorstandsmitglied der Maximilian-Gesellschaft und seit 1970 Ehrensenator der Technischen Hochschule Hannover. Er gründete 1990 den Kurt-Christans-Förderpreis, der jüngere Buchgestalter unterstützen sollte. Der Verlag Christians, in den 1971 seine Tochter Susanne Liebelt eingetreten war, wurde 2004 zahlungsunfähig und daraufhin aufgelöst.